# Astraeus koreanus
Astraeus koreanus är en svampart som först beskrevs av V.J. Stanek, och fick sitt nu gällande namn av Kreisel 1976. Astraeus koreanus ingår i släktet Astraeus och familjen Diplocystidiaceae.   Inga underarter finns listade i Catalogue of Life.